# Ceriana floridensis
Ceriana floridensis är en tvåvingeart som först beskrevs av Shannon 1922.  Ceriana floridensis ingår i släktet griffelblomflugor, och familjen blomflugor.
Artens utbredningsområde är Florida. Inga underarter finns listade i Catalogue of Life.